# 화산서초등학교
화산서초등학교는 대한민국 전라남도 해남군 화산면 월호리에 있었던 공립 초등학교이다.

## 연혁
- 1962년 6월 30일 화산국민학교 분교장 설립인가
- 1966년 11월 9일 화산서국민학교 승격
- 1968년 3월 1일 상마분교장 개교
- 1984년 6월 25일 병설유치원 개원
- 1996년 3월 1일 화산서초등학교로 개칭
- 1999년 9월 1일 폐교